# Left Hand Canyon
Le Left Hand Canyon ou Lefthand Canyon est un canyon du comté de Boulder, dans le Colorado.

## Toponymie
La rivière Lefthand est un affluent du Saint Vrain Creek (bassin versant du Mississippi), long d'une quarantaine de kilomètres dans le comté de Boulder, Colorado, USA. Elle tient son nom d'un chef indien de la tribu des Arapahos du Sud, Niwot.

## Géographie
La rivière draine une partie des contreforts de la Front Range (chaîne frontale), au nord-ouest de la ville de Boulder. La rivière coule dans des gorges localement étroites, connues sous le nom de Left Hand Canyon.
Dans le canyon, se trouve la Lefthand Canyon Drive. La vallée de Left Hand est une destination classique pour les cyclistes, les randonneurs et les grimpeurs. Les crêtes surplombant la vallée hébergent des populations de rapaces et sont habituellement fermées de la fin de l'hiver au début de l'été, durant la période de nidification. 
En 1859, pendant la ruée vers l'or du Colorado, une des premières découvertes d'or a été faite à Gold Hill, approximativement à la moitié de la vallée. De nombreuses mines et excavations aujourd'hui abandonnées témoignent de ce passé minier.

## Inondation
Lors de l'inondation de septembre 2013, de nombreuses sections de Lefthand Canyon Drive ont été endommagées ou complètement détruites. Peu de temps après l'inondation, Boulder County Transportation a créé des « routes d'hiver » temporaires qui permettent aux résidents et aux fournisseurs de services d'accéder à leurs propriétés.
À l'été 2014, les sections endommagées de Lefthand Canyon Drive ont reçu un revêtement temporaire visant à rendre la zone plus sûre. Au printemps 2015, le Département des Transports s'est associé à la Division de l'Administration Fédérale des Routes (CFL) pour la conception finale et la construction de la promenade Lefthand Canyon et des sections adjacentes du ruisseau Left Hand.